# Paolo Bizzeti
Paolo Bizzeti SJ (ur. 22 września 1947 we Florencji, Włochy) – włoski duchowny katolicki, wikariusz apostolski Anatolii w Turcji w latach 2015-2024. 

## Życiorys

### Prezbiterat
Święcenia kapłańskie otrzymał 21 czerwca 1975 w zakonie jezuitów. Był m.in. delegatem prowincjalnym ds. duszpasterstwa powołań oraz ds. duszpasterstwa młodzieży, dyrektorem ośrodka duchowości w Bolonii, rektorem zakonnego scholastykatu w Padwie oraz dyrektorem ośrodka formacyjnego dla świeckich w tymże mieście.

### Episkopat
14 sierpnia 2015 papież Franciszek mianował go wikariuszem apostolskim Anatolii w Turcji z tytularną stolicą Tabae. Sakry udzielił mu 1 listopada 2015 arcybiskup Cyril Vasil. 25 listopada 2024 papież Franciszek przyjął jego rezygnację z urzędu wikariusza apostolskiego Anatolii w Turcji. 